# Cátedra Extraordinaria Arturo Márquez de Composición Musical
La Cátedra Extraordinaria Arturo Márquez de Composición Musical es un programa de la Universidad Nacional Autónoma de México cuyo objetivo es la formación de compositores jóvenes en México. Se seleccionan a tres compositores y consiste de un estímulo económico y un año de tutoría con el compositor Arturo Márquez durante el cual cada compositor escribe dos obras, una para orquesta de cámara y otra para orquesta sinfónica. 

## Conciertos

### 2016
El concierto fue presentado el 19 de noviembre de 2016 en el Auditorio del Museo Universitario Arte Contemporáneo (MUAC). Presentaron obras compuestas por:
- Pablo Martínez Teutli:
  - «Horas y sueños»
  - «Arbolito de la memoria»
  - «El canto de las sirenas»
- Odín Zamorano:
  - «Metamorphosis II»
- Eduardo Ángel Aguilar:
  - «Mikrosketches»
  - «El Malquerido»
  - «Conjunto Musical no. 1»
  - «La cosa»

### 2017
El concierto fue presentado el 2 de septiembre de 2016 en el Auditorio del MUAC. Presentaron obras compuestas por:
- Aquiles Lázaro:
  - «Pirotecnia»
  - «Contracanto»
  - «Ojo de Dios»
  - «Sueño de una cumbia dominical en la Alameda Central»
- Liliana Zamora:
  - «Formicidae»
- Esteban Ruiz-Velasco:
  - «Paradojas»

### 2018
El concierto fue anunciado por el Comité Interuniversitario para la conmemoración de 50 aniversario del movimiento estudiantil de 1968, para ser interpretado el 22 de septiembre del 2018. El concierto fue parte del proyecto "M68 Ciudadanías en Movimiento", en conjunto con varios otros eventos a lo largo del año. Se presentaron obras compuestas por:
- Gustavo Adolfo Lareea:
  - «Voces»
- Andrea Chamizo:
  - «Antifaz»
  - «Tlatelolco, 68»
- Diego Lozano:
  - «Algo pasa que no pasa nada»

### 2019
El concierto fue interpretado el 21 de septiembre en el Auditorio del MUAC bajo la dirección de Iván López Reynoso. Se presentaron obras compuestas por:
- Arturo Martínez Zanabria:
  - «Nahui Ollin»
- Andrea Sarahí:
  - «Ex Vivo»
- Erick Tapia:
  - «Éxodo»

### 2020
El concierto fue interpretado el 28 de mayo de 2022 en el Auditorio del MUAC bajo la dirección de Christian Gohmer. El concierto presentó las obras compuestas por los becarios de 2020 y los de 2022 en el marco del festival El Aleph. Las obras de la generación del 2020 son:
- Adrián Echeverría:
  - «La esperanza de que un bosque brote sobre mi cadáver»
- Fermín León:
  - «irisa»
- David Téllez:
  - «Apparition of the Lost Night Presages»

### 2022
Las obras de la generación 2022 fueron estrenadas el 28 de mayo de 2022 en el auditorio del Museo Universitario Arte Contemporáneo, bajo la temática de "Creación Musical para el planeta", en el marco del festival El Aleph.
- Marie Gabrielle Blix Koller:
  - «El dolor de un futuro incierto»
- Mario Mejía Hernández:
  - «Lágrimas de Mar»
- Paulina A. Monteón:
  - «(Re)Encuentro»

### 2023
Las obras de la generación 2023 fueron estrenadas el 20 de mayo de 2023 en el auditorio del Museo Universitario Arte Contemporáneo. En el marco de El Aleph Festival de Arte y Ciencia, las composiciones exploran la violencia desde distintas perspectivas: la fiesta brava desde el punto de vista de un toro, la cotidianidad de la violencia sistémica y la historia de la crucifixión de Cristo.
- Estrella Cabildo:
  - «Festival de sangre»
- Tobías Álvarez Di Desidero:
  - «Fiebre al amanecer»
- Uriel Imriffnol:
  - «Crucifixión»

### 2024
Las obras de la generación 2024 fueron estrenadas el 18 de mayo de 2024 en la Sala Carlos Chávez de la UNAM. En el marco de El Aleph Festival de Arte y Ciencia, las composiciones reflexionan sobre el impacto del avance tecnológico actual, especialmente en el desarrollo de la inteligencia artificial (IA) y sus repercusiones para la humanidad. 
- Eduardo Herrera:
  - «Lo vivido no es artificial»
- Erick Rodríguez:
  - «Ecos de la Singularidad»
- Víctor de la Cruz:
  - «La voz de las máquinas»